# 諾斯波特 (緬因州)
諾斯波特（英語：Northport）是一個位於美國緬因州瓦多縣的鎮。

## 人口
根據2020年美國人口普查的數據，諾斯波特的面積為90.62平方千米，當中陸地面積為61.59平方千米，而水域面積為29.03平方千米。當地共有人口1550人，而人口密度為每平方千米17人。